# Општина Чертежу де Сус (Хунедоара)
Чертежу де Сус (рум. Certeju de Sus) општина је у Румунији у округу Хунедоара.
Oпштина се налази на надморској висини од 454 m.